# 글로인
글로인(Gloin)은 J.R.R. 톨킨의 판타지 소설 반지의 제왕과 호빗의 등장인물이다. 김리의 아버지이며, 반지의 제왕 1편에서 엘론드의 신성회의 때 잠깐 등장하고 등장하지 않는다. 소설에서는 참나무방패 소린과 12명의 난쟁이들 중 1명으로 등장한다.